# Urban & Fischer
Der Urban & Fischer Verlag war ein medizinischer Fachverlag mit Sitz in München und Jena.

## Geschichte
Der Urban & Fischer Verlag entstand im Januar 1999 aus der Fusion der beiden Verlage Gustav Fischer (Stuttgart/Jena), und Urban & Schwarzenberg (München), welche beide zur Verlagsgruppe Georg von Holtzbrinck gehörten. 1999 übernahm Urban & Fischer das Programm des Ullstein Medical Verlages, wodurch Urban & Fischer der zweitgrößte medizinische Buchverlag im deutschsprachigen Raum wurde. Ende der 1990er Jahre übernahm der Verlag die Präparateliste der Naturheilkunde vom Sommer-Verlag, das Gegenstück zur Roten Liste für Naturheilmittel. 2000 erwarb der Verlag einen großen Teil des Physiotherapieprogramms des Gesundheits Dialog Verlags. 2003 verkaufte die Verlagsgruppe Holtzbrinck den Urban & Fischer Verlag an den niederländischen Wissenschaftsverlag Elsevier, welcher nun die Bücher des Urban & Fischer Verlages unter der Marke Elsevier vermarktet.

## Bedeutende Veröffentlichungen
Wichtige Veröffentlichungen aus dem Urban & Fischer Verlag waren:
- der 1904 von Johannes Sobotta begründete Anatomie-Atlas
- das Roche-Lexikon für Medizin
- das MSD_Manual
- die Reihe Klinikleitfaden – medizinische Nachschlagewerke im Kitteltaschenformat